# Liste von Rockpools in Australien

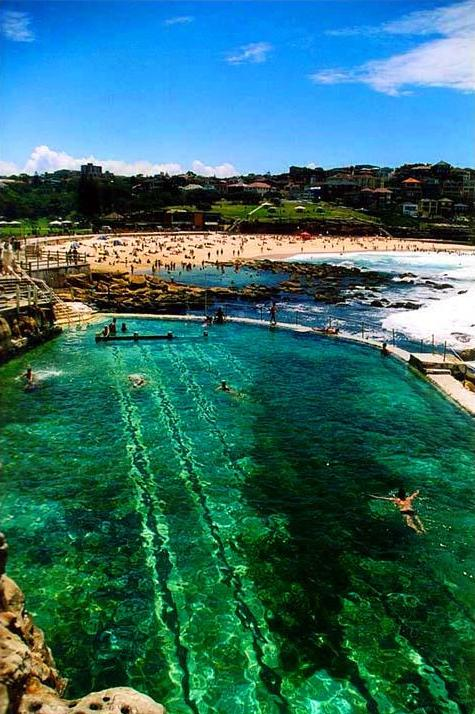
Rockpool am Strand von Bronte in der Umgebung von Sydney

Als Rockpools werden in Australien, und vor allem in Sydney und New South Wales, von Menschenhand geschaffene Schwimmbecken bezeichnet, die an der Küste auf felsigem Grund liegen und durch Mauern aus verputzten Ziegelsteinen, natürlichen Bruchsteinen oder Beton begrenzt werden. Sie finden sich häufig in Verbindung mit Sandstränden. Viele von ihnen werden von den Gezeiten oder von Wellen überspült. Sie bieten dennoch Schutz vor Brandung, Strömung und gefährlichen Meerestieren.
Die Rockpools haben in Australien eine lange historische Tradition, drei von ihnen sind aufgrund ihrer Bedeutung in Denkmalschutzlisten eingetragen worden. Der erste Rockpool in Australien, genannt Bogey Hole, wurde in der Zeit 1819 bis 1822 von Sträflingen gebaut, als Australien noch eine britische Sträflingskolonie war.
Im australischen Bundesstaat New South Wales gibt es etwa 100 Rockpools, davon befinden sich etwa 44 im Küstengebiet von Sydney mit seinen Vororten. Die Rockpools konzentrieren sich in New South Wales auf die östlichen Vororte und die Northern Beaches von Sydney, auf die Südküste zwischen Illawarra und Shoalhaven und auf die Zentralküste um Newcastle. Nahezu alle können kostenlos benutzt werden.
In den Bundesstaaten Victoria und Western Australia gibt es keine nennenswerten Zahlen von Rockpools.
Rockpools werden unterschiedlich bezeichnet, beispielsweise auch rock pool oder ocean pool. Ferner gibt es auch regionale Benennung, die sich an der Historie des Landes und an den Aborigines orientieren.
Die Längen der Schwimmbecken liegen meist bei etwa 50 Meter, sind aber durchaus unterschiedlich.

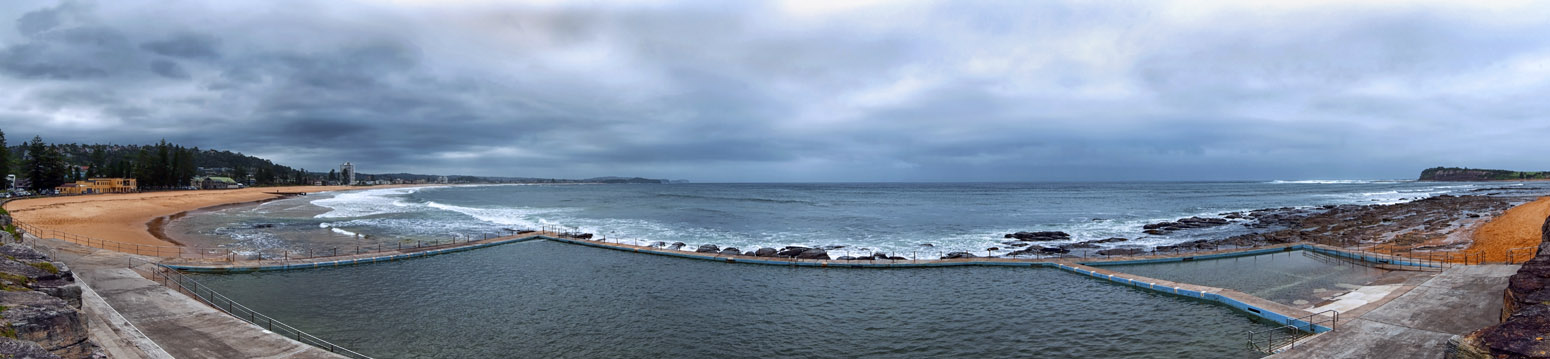
Rockpool am Collaroy Beach

| Name                                         | Lage                             | Kommentar | Bild |
| -------------------------------------------- | -------------------------------- | --- | ---- |
| East Ballina Children’s Pool                 | Balina                           | |      |
| Yamba Rock Pool                              | Yamba                            | Eröffnet im Jahr 1969. Länge 33 Meter. |      |
| Sawtell Memorial Rock Pool                   | Sawtel                           | Eröffnet im Jahr 1962. |      |
| Black Head Rock Pool                         | Forster                          | Eröffnet im Jahr 1941. Länge 100 feet. |      |
| Forster Ocean Baths/The Bull Ring            | Forster                          | Eröffnet im Jahr 1936. Nordmauer 56 Meter, Ostmauer 50 Meter und Westmauer 69 Meter lang. |      |
| Soldiers Baths                               | Newcastle                        | Um 1883 aus großen Bruchsteinen für den ovalen Pool im Umfang von 180 yards erbaut. |      |
| Square Hole                                  | Newcastle                        | |      |
| Newcastle Ocean Baths                        | Newcastle                        | Gebaut im Jahr 1922. Größe ca. 91 × 45 Meter. |      |
| Canoe Pool                                   | Newcastle                        | Eröffnet im Jahr 1937. |      |
| The Ladies Bath                              | Newcastle                        | |      |
| Bogey Hole                                   | Newcastle                        | Bogey Hole war der erste Rockpool, der in Australien gebaut wurde. Ihn mussten Sträflinge erbauen. Baubeginn im Jahr 1819. Größe 10 × 6,5 Meter, durchschnittliche Wassertiefe 1,5 Meter.                                              |      |
| Bar Beach Rock Pool                          | Newcastle                        | |      |
| Old Merewether Baths                         | Newcastle                        | |      |
| Merewether Ocean Baths                       | Newcastle                        | Baubeginn im Jahr 1935. Größe: 110 × 90 yards. |      |
| Norah Head Pool                              | Norah Head                       | |      |
| The Entrance Ocean Baths                     | The Entrance                     | Erbaut im Jahr 1938 und 1965. Länge 50 Meter, zusätzlich gibt es ein Kinderbecken. |      |
| Terrigal Rock Pool                           | Terrigal                         | |      |
| Avoca Beach Rock Pool                        | Avoca Beach                      | |      |
| Copacabana Rock Pool                         | Copacabana                       | |      |
| MacMasters Beach Rock Pool                   | MacMasters Beach                 | |      |
| Killcare - Putty Beach Rock Pool             | Killcare                         | |      |
| Umina Beach                                  | Umina                            | |      |
| Pearl Beach Rock Pool                        | Pearl Beach                      | |      |
| Palm Beach Rock Pool                         | Palm Beach                       | Länge 50 Meter. |      |
| Whale Beach Rock Pool                        | Whale Beach                      | Länge 25 Meter. |      |
| Avalon Rock Pool                             | Avalon                           | |      |
| Bilgola Rock Pool                            | Bilgola Beach                    | Länge 50 Meter. |      |
| Northern Headlands Rock Pool                 | Newport                          | |      |
| Newport Rock Pool                            | Newport                          | Länge 50 Meter. |      |
| Mona Vale Rock Pool                          | Mona Vale                        | Länge 30 Meter. (mit Kinderbecken). |      |
| North Narrabeen Rock Pool                    | North Narrabeen                  | Länge 50 Meter. |      |
| Collaroy Rock Pool                           | Collaroy                         | |      |
| Dee Why Rock Pool                            | Dee Why                          | Länge 50 Meter. |      |
| North Curl Curl Rockpool                     | North Curl Curl                  | Länge 25 Meter. |      |
| South Curl Curl Rock Pool                    | Curl Curl                        | Länge 50 Meter. |      |
| Freshwater Rock Pool                         | Freshwater                       | Länge 50 Meter. |      |
| Queenscliff Rock Pool                        | Queenscliff                      | Erbaut im Jahr 1937. 50 × 50 Meter. |      |
| Fairy Bower Pool                             | Manly                            | Erbaut im Jahr 1929. |      |
| Fairlight Beach Pool                         | Fairlight                        | |      |
| Wally Weakes Pool                            | North Bondi                      | |      |
| Children’s Pool                              | North Bondi                      | |      |
| Bondi Icebergs Pool                          | Bondi Beach                      | Erbaut im Jahr 1887. |      |
| Bronte Bogey Hole                            | Bronte                           | Erbaut im Jahr 1916. |      |
| Geoff James Pool (Clovelly Baths)            | Clovelly                         | |      |
| Giles Baths                                  | Coogee                           | |      |
| Ross Jones Memorial Pool (Coogee Beach Pool) | Coogee                           | Erbaut im Jahr 1947. Liegt nahe am Surf Life Saving Club am südlichen (SLSC) des Strands von Coogee |      |
| McIver Women’s Baths (Coogee Women’s Pool)   | Coogee                           | Erbaut im Jahr 1886. |      |
| Wylie’s Baths                                | Coogee                           | Erbaut im Jahr 1907. |      |
| Ivo Rowe Pool                                | South Coogee                     | Erbaut in den 1930er Jahren |      |
| Mahon Pool                                   | Maroubra                         | Erbaut im Jahr 1932. |      |
| South Maroubra Rock Pools                    | Maroubra                         | |      |
| Malabar Pool                                 | Malabar                          | |      |
| Little Bay Pool                              | Little Bay                       | |      |
| Northernmost Pool                            | Cronulla                         | |      |
| Children’s Pool                              | Cronulla                         | |      |
| Main Ocean Pool                              | Cronulla                         | |      |
| Shelly Beach Pool                            | Cronulla                         | |      |
| Oak Park Pool                                | Cronulla                         | |      |
| Bulgo Pool                                   | Otford                           | |      |
| Big Marley Rock Pool                         | Royal National Park              | |      |
| Coalcliff Pool                               | Coalcliff                        | |      |
| Clifton Baths                                | Clifton                          | |      |
| Doctors Pool                                 | Wollongong                       | |      |
| Scarborough Baths                            | Wollongong                       | |      |
| Wombarra Baths                               | Wollongong                       | |      |
| Coledale Baths                               | Wollongong                       | |      |
| Little Austinmer Children’s Pool             | Wollongong                       | |      |
| Old Thirroul Baths (site)                    | Wollongong                       | |      |
| Collins Point Baths                          | Wollongong                       | |      |
| Bellambi Pool                                | Wollongong                       | |      |
| Towradgi Pool                                | Wollongong                       | |      |
| Wollongong Rock Pool                         | Wollongong                       | |      |
| Wollongong Continental Baths                 | Wollongong                       | |      |
| Wollongong Nuns Pool                         | Wollongong                       | |      |
| Wollongong Ladies Bath                       | Wollongong                       | |      |
| Fishermens Beach Rock Pool                   | Port Kembla                      | |      |
| Barrack Point Pool                           | Barrack Point                    | |      |
| Beverley Whitfield Pool                      | Shellharbour                     | Erbaut im Jahr 1895, später erweitert. Benannt nach Beverley Joy Whitfield, der Goldmedaillengewinnerin während der Olympischen Sommerspiele im Jahr 1972 im 200-Meter-Brustschwimmen in München.                                      |      |
| Pheasant Point Pool                          | Kiama                            | |      |
| Blowhole Point Pool                          | Kiama                            | |      |
| Werri Beach Pool                             | Gerringong                       | |      |
| Men’s Baths                                  | Gerringong                       | |      |
| Currarong Pools                              | Currarong                        | |      |
| Mollymook Bogey Hole                         | Mollymook                        | |      |
| Ulladulla Sea Pool                           | Ulladulla                        | |      |
| Horseshoe Bay Pool                           | Bermagui                         | |      |
| Blue Pool                                    | Bermagui                         | Früher ein natürlicher Rockpool. 1937 deutlich vergrößert, befestigt und mit Treppen, Bänken, Umkleidekabinen, Wassertanks etc. ausgestattet. In den 1990ern wurde eine Pumpe installiert, 2011 Treppen, Handläufe und Zäune erneuert. |      |
| Zane Grey Pool                               | Bermagui                         | |      |
| Cape Paterson Rock Pool                      | Cape Paterson in Victoria        | Erbaut in den 1960er Jahren. |      |
| Anastasia's Pool                             | Broome in Western Australia      | |      |
| Mettams Pool                                 | Trigg in Western Australia       | |      |
| Hammersley Pool                              | North Beach in Western Australia | |      |
| Edithburgh Tidal Pool                        | Edithburgh, SA                   | |      |